# Lachapelle-Saint-Pierre

Lachapelle-Saint-Pierre este o comună în departamentul Oise, Franța. În 1 ianuarie 2022 avea o populație de 830 de locuitori.